# Franzdanielia likiangi
Franzdanielia likiangi (лат.) — вид бабочек из семейства древоточцев инфраотряда разнокрылых бабочек, единственный в составе рода Franzdanielia. Китай. Длина переднего крыла около 2 см, окраска серовато-коричневая. Заднее крыло без рисунка, сверху тёмное. От близких родов отличается окраской крыла (преапикальное светлое пятно, крупный коричневый мазок в дискальной области), особенностями строения гениталий (длинным и абсолютно прямым эдеагусом, имеющим небольшую бугорчатость у везикального отверстия, небольшими размерами мембранозного участка вальвы, формой отростков транстилл и юксты, конфигурацией костального края вальвы). Имаго летают на высотах до 3200 м в горах Китая в июне-июле.
Вид ранее включался в состав рода Cossus (под названием Cossus likiangi), но в 2006 году российским лепидоптерологом Романом Викторовичем Яковлевым (Алтайский государственный университет, Барнаул) был выделен в монотипический род Franzdanielia, названный в честь крупнейшего исследователя бабочек-древоточцев Франца Даниэля (Franz Daniel), впервые описавшего этот вид в 1940 году.